# Hamlin (Maine)
Hamlin ist eine Town im Aroostook County des Bundesstaates Maine in den Vereinigten Staaten. Hamlin liegt an der Grenze zu Kanada. Im Jahr 2020 lebten dort 166 Einwohner in 99 Haushalten auf einer Fläche von 62,3 km².

## Geographie
Nach dem United States Census Bureau hat Hamlin eine Gesamtfläche von 62,26 km², von der 60,48 km² Land sind und 1,79 km² aus Gewässern bestehen.

### Geographische Lage
Hamlin liegt im Nordosten des Aroostook County an der kanadischen Grenze und wird im Norden durch den Saint John River als Grenzfluss begrenzt. Einige kleinere Flüsse durchfließen das Gebiet der Town und münden im Saint John River. Es gibt mehrere eher kleine Seen. Die Oberfläche ist eben, ohne nennenswerte Erhebungen.

### Nachbargemeinden
Alle Entfernungen sind als Luftlinien zwischen den offiziellen Koordinaten der Orte aus der Volkszählung 2010 angegeben.
- Norden: Saint-André, New Brunswick, Kanada, 14,0 km
- Osten: Grand Falls, New Brunswick, Kanada, 16,8 km
- Süden: Caswell, 3,6 km
- Westen: Cyr Plantation, 13,4 km
- Nordwesten: Van Buren, 14,3 km

### Stadtgliederung
Auf dem Gebiet der Town Hamlin gibt es nur die gleichnamige Ansiedlung Hamlin.

### Klima
Die mittlere Durchschnittstemperatur in Hamlin liegt zwischen −13,3 °C (8° Fahrenheit) im Januar und 16,7 °C (62° Fahrenheit) im Juli. Damit ist der Ort gegenüber dem langjährigen Mittel der USA um etwa 10 Grad kühler. Die Schneefälle zwischen Oktober und Mai liegen mit über fünfeinhalb Metern knapp doppelt so hoch wie die mittlere Schneehöhe in den USA, die tägliche Sonnenscheindauer liegt am unteren Rand des Wertespektrums der USA.

## Geschichte
Die ursprüngliche Bezeichnung des Gebiets war Township Letter G, First Range West of the Easterly Line of the State (TG R1 WELS). Hamlin wurde im Jahr 1843 als Teil der Van Buren Plantation organisiert, damit die Bewohner das Wahlrecht erhielten. Als Hamlin Plantation wurde das Gebiet im Jahr 1859 selbständig und die Gründung der Town erfolgte im Jahr 1976. Benannt wurde Hamlin nach dem Vizepräsidenten Hannibal Hamlin. 56,8 % der Bewohner Hamlins sind französischsprachig.
Das Gebäude der ehemaligen Roosevelt School, errichtet 1933, dient heute als Town Hall für die Town Hamlin. Es wurde im Jahr 2007 ins National Register of Historic Places unter der Register-Nummer 07000598 aufgenommen.

### Einwohnerentwicklung
| Volkszählungsergebnisse – Town of Hamlin, Maine | Volkszählungsergebnisse – Town of Hamlin, Maine | Volkszählungsergebnisse – Town of Hamlin, Maine | Volkszählungsergebnisse – Town of Hamlin, Maine | Volkszählungsergebnisse – Town of Hamlin, Maine | Volkszählungsergebnisse – Town of Hamlin, Maine | Volkszählungsergebnisse – Town of Hamlin, Maine | Volkszählungsergebnisse – Town of Hamlin, Maine | Volkszählungsergebnisse – Town of Hamlin, Maine | Volkszählungsergebnisse – Town of Hamlin, Maine | Volkszählungsergebnisse – Town of Hamlin, Maine |
| Jahr                                            | 1800                                            | 1810                                            | 1820                                            | 1830                                            | 1840                                            | 1850                                            | 1860                                            | 1870                                            | 1880                                            | 1890                                            |
| ----------------------------------------------- | ----------------------------------------------- | ----------------------------------------------- | ----------------------------------------------- | ----------------------------------------------- | ----------------------------------------------- | ----------------------------------------------- | ----------------------------------------------- | ----------------------------------------------- | ----------------------------------------------- | ----------------------------------------------- |
| Einwohner                                       |                                                 |                                                 |                                                 |                                                 |                                                 |                                                 |                                                 | 558                                             | 612                                             | 484                                             |
| Jahr                                            | 1900                                            | 1910                                            | 1920                                            | 1930                                            | 1940                                            | 1950                                            | 1960                                            | 1970                                            | 1980                                            | 1990                                            |
| Einwohner                                       | 574                                             | 657                                             | 602                                             | 486                                             | 638                                             | 430                                             | 374                                             | 357                                             | 340                                             | 204                                             |
| Jahr                                            | 2000                                            | 2010                                            | 2020                                            | 2030                                            | 2040                                            | 2050                                            | 2060                                            | 2070                                            | 2080                                            | 2090                                            |
| Einwohner                                       | 257                                             | 219                                             | 166                                             |                                                 |                                                 |                                                 |                                                 |                                                 |                                                 |                                                 |

## Wirtschaft und Infrastruktur

### Verkehr
Durch die Town führt der U.S. Highway 1, der sich nach Norden in Richtung Van Buren und nach Süden in Richtung Limestone fortsetzt.

### Öffentliche Einrichtungen
Hamlin besitzt keine eigene Bücherei. Die nächstgelegene Bücherei ist die Abel J. Morneault Memorial Library in Van Buren.
Das nächstgelegene Krankenhaus für die Bewohner von Hamlin befindet sich in Van Buren.

### Bildung
Hamlin gehört mit der Cyr Plantation und Van Buren zum Maine School Administrative District No. 24.
Im Schulbezirk werden den Schulkindern mehrere Schulen angeboten:
- Van Buren District Elementary School in Van Buren
- Van Buren District Secondary School in Van Buren